# Hippolyte Aucouturier
Hippolyte Aucouturier (11. oktober 1876, – 22. april 1944) var en fransk landevejscykelrytter, som kørte for cykelholdet Peugeot. Han kom på fjerdepladsen i Tour de France i 1904, men blev diskvalificeret fordi han havde brugt tog og bil for at komme gennem løbet. Aucouturier fik tilnavnet Le Terrible (Den forfærdelige).

## Sejre
- 1901: Bruxelles-Roubaix
- 1903: 2 etapesejre i 1. udgave af Tour de France. Udgik sidenhen af løbet.
- 1903: Paris-Roubaix
- 1903: Bordeaux-Paris
- 1904: Paris-Roubaix
- 1905: Bordeaux-Paris